# Euphonia laniirostris
Az Euphonia laniirostris a madarak osztályának verébalakúak (Passeriformes) rendjébe és a pintyfélék (Fringillidae) családjába tartozó faj.

## Rendszerezése
A fajt Alcide d’Orbigny és Frédéric de Lafresnaye írták le 1837-ben.

## Alfajai
- Euphonia laniirostris crassirostris P. L. Sclater, 1857
- Euphonia laniirostris hypoxantha von Berlepsch & Taczanowski, 1884
- Euphonia laniirostris laniirostris d'Orbigny & Lafresnaye, 1837
- Euphonia laniirostris melanura P. L. Sclater, 1851
- Euphonia laniirostris zopholega (Oberholser, 1918)[2]

## Előfordulása
Costa Rica, Panama, Bolívia, Brazília, Ecuador és Kolumbia, Suriname és Venezuela területén honos. Természetes élőhelyei a szubtrópusi vagy trópusi síkvidéki esőerdők, száraz erdők és mocsári erdők, valamint ültetvények, vidéki kertek és városi régiókban. Állandó, nem vonuló faj.

## Megjelenése
Testhossza 10 centiméter.
|  |  |

## Természetvédelmi helyzete
Az elterjedési területe rendkívül nagy, egyedszáma nagy és stabil. A Természetvédelmi Világszövetség Vörös listáján nem fenyegetett fajként szerepel.